# Дискография Ширли Хорн
Дискография американской певицы и пианистки Ширли Хорн включает в себя семнадцать студийных альбомов, восемь концертных альбомов, восемь сборников, два видеоальбома, четыре сингла и пять промосинглов.

## Хронология
Дебютный альбом, Embers And Ashes, исполнительница выпустила в 1960 году на лейбле Stere-O-Craft. Вскоре она подписала контракт с лейблом Mercury Records, на котором вышли последующие три альбома. После 1965 года артистка решила больше уделять времени воспитанию дочери, поэтому новая запись появилась лишь в 1973 году — альбом Where Are You Going. С 1979 года певица выпускала альбомы на датском лейбле SteepleChase, также в основном это были концертные записи, включая All Night Long (1981), Violets for Your Furs (1981) и The Garden of the Blues (1985).
Настоящий прорыв ждал Хорн в конце 1980-х годов, когда она подписала контракт с легендарным лейблом Verve Records. Первым релизом на нём стал концертный альбом I Thought About You, с ним она впервые попала в хит-парад журнала Billboard — десятую строчку. В 1991 году вышел диск You Won’t Forget Me, который возглавил джазовый хит-парад. Следующий релиз, Here’s to Life, стал самым успешным релизом исполнительницы в карьере — помимо еженедельного, он также возглавил и годовой хит-парад, и пробыл в общей сложности 56 недель в чарте. Все новые релизы Хорн попадали в первую десятку джазового хит-парада. Последний студийный альбом её вышел в 2003 году — May the Music Never End.
После смерти исполнительницы в 2005 году было выпущено несколько сборников, самым успешным стал But Beautiful (The Best Of Shirley Horn).

## Альбомы

### Студийные альбомы
| Название                                         | Детали                                                                 | Позиции в чартах | Позиции в чартах |
| Название                                         | Детали                                                                 | США Jazz         | США Trad. Jazz   |
| ------------------------------------------------ | ---------------------------------------------------------------------- | ---------------- | ---------------- |
| Embers and Ashes                                 | - Релиз: 1960 - Лейбл: Stere-O-Craft - Формат: LP                      | —                | —                |
| Loads of Love                                    | - Релиз: 1963 - Лейбл: Mercury Records - Формат: LP                    | —                | —                |
| Shirley Horn with Horns                          | - Релиз: 1963 - Лейбл: Mercury Records - Формат: LP                    | —                | —                |
| Travelin’ Light                                  | - Релиз: 1965 - Лейбл: ABC-Paramount Records - Формат: LP              | —                | —                |
| Where Are You Going                              | - Релиз: 1973 - Лейбл: Perception Records - Формат: LP                 | —                | —                |
| A Lazy Afternoon                                 | - Релиз: 1979 - Лейбл: SteepleChase Records - Формат: LP               | —                | —                |
| All Of Me                                        | - Релиз: 7 апреля 1987 - Лейбл: CBS Records - Формат: LP, CD           | —                | —                |
| Softly                                           | - Релиз: 1988 - Лейбл: Audiophile - Формат: CD                         | —                | —                |
| Close Enough for Love                            | - Релиз: июнь 1989 - Лейбл: Verve Records - Формат: LP, CD             | —                | 5                |
| You Won’t Forget Me                              | - Релиз: февраль 1991 - Лейбл: Verve Records - Формат: LP, CD          | —                | 1                |
| Here’s to Life                                   | - Релиз: 12 мая 1992 - Лейбл: Verve Records - Формат: CD, кассета      | 47               | 1                |
| Light Out of Darkness (A Tribute to Ray Charles) | - Релиз: 21 сентября 1993 - Лейбл: Verve Records - Формат: CD, кассета | 19               | 2                |
| The Main Ingredient                              | - Релиз: 27 февраля 1996 - Лейбл: Verve Records - Формат: CD           | 23               | 7                |
| Loving You                                       | - Релиз: 11 февраля 1997 - Лейбл: Verve Records - Формат: CD           | 12               | 4                |
| I Remember Miles                                 | - Релиз: 9 июня 1998 - Лейбл: Verve Records - Формат: CD               | 15               | 5                |
| You’re My Thrill                                 | - Релиз: 13 марта 2001 - Лейбл: Verve Records - Формат: CD             | 14               | 8                |
| May the Music Never End                          | - Релиз: 24 июня 2003 - Лейбл: Verve Records - Формат: CD              | 22               | 10               |
| Символ «—» означает, что альбом не попал в чарт. |                                                                        |                  |                  |

### Концертные альбомы
| Название                                         | Детали                                                                      | Позиции в чартах | Позиции в чартах |
| Название                                         | Детали                                                                      | США Jazz         | США Trad. Jazz   |
| ------------------------------------------------ | --------------------------------------------------------------------------- | ---------------- | ---------------- |
| Live at the Village Vanguard                     | - Релиз: 1961 - Лейбл: Can-Am Records - Формат: LP                          | —                | —                |
| All Night Long                                   | - Релиз: июль 1981 - Лейбл: SteepleChase Records - Формат: LP               | —                | —                |
| Violets for Your Furs                            | - Релиз: 1981 - Лейбл: SteepleChase Records - Формат: LP                    | —                | —                |
| The Garden of the Blues                          | - Релиз: 1985 - Лейбл: SteepleChase Records - Формат: LP                    | —                | —                |
| I Thought About You                              | - Релиз: 1987 - Лейбл: Verve Records - Формат: LP, CD                       | —                | 10               |
| I Love You, Paris                                | - Релиз: сентябрь 1994 - Лейбл: Verve Records - Формат: CD, кассета         | 22               | 4                |
| Live at the 1994 Monterey Jazz Festival          | - Релиз: 2008 - Лейбл: Concord Records - Формат: CD                         | —                | —                |
| Live at the 4 Queens                             | - Релиз: 16 сентября 2016 - Лейбл: Resonance Records - Формат: CD, цифровой | 20               | 12               |
| Символ «—» означает, что альбом не попал в чарт. |                                                                             |                  |                  |

### Сборники
| Название                                         | Детали                                                                | Позиции в чартах | Позиции в чартах |
| Название                                         | Детали                                                                | США Jazz         | США Trad. Jazz   |
| ------------------------------------------------ | --------------------------------------------------------------------- | ---------------- | ---------------- |
| Shirley Horn                                     | - Релиз: 1992 - Лейбл: Gitanes Jazz Productions - Формат: CD, кассета | —                | —                |
| At Northsea                                      | - Релиз: 1996 - Лейбл: SteepleChase Records - Формат: CD              | —                | —                |
| Jazz ’Round Midnight                             | - Релиз: 27 января 1998 - Лейбл: Verve Records - Формат: CD           | —                | —                |
| Ultimate                                         | - Релиз: 25 мая 1999 - Лейбл: Verve Records - Формат: CD              | —                | —                |
| Quiet Now: Come a Little Closer                  | - Релиз: 1999 - Лейбл: Verve Records - Формат: CD                     | —                | —                |
| But Beautiful: The Best of Shirley Horn          | - Релиз: 11 октября 2005 - Лейбл: Verve Records - Формат: CD          | 20               | 8                |
| The Swingin’ Shirley Horn                        | - Релиз: 13 ноября 2009 - Лейбл: Verve Records - Формат: CD           | —                | —                |
| Shirley Horn With Friends                        | - Релиз: 4 мая 2018 - Лейбл: Verve Records - Формат: CD, цифровой     | —                | —                |
| Символ «—» означает, что альбом не попал в чарт. |                                                                       |                  |                  |

### Видеоальбомы
| Название                     | Детали                                                   |
| ---------------------------- | -------------------------------------------------------- |
| Here’s to Life               | - Релиз: 1992 - Лейбл: PolyGram Video - Формат: VHS      |
| Live at the Village Vanguard | - Релиз: 2007 - Лейбл: Image Entertainment - Формат: DVD |

### Другие альбомы
| Название                                               | Детали                                                           |
| ------------------------------------------------------ | ---------------------------------------------------------------- |
| Marian McPartland’s Piano Jazz With Guest Shirley Horn | - Релиз: 28 февраля 2006 - Лейбл: The Jazz Alliance - Формат: CD |

## Синглы
| Год  | Название                                     | Альбом                                           |
| ---- | -------------------------------------------- | ------------------------------------------------ |
| 1961 | «Wild Is The Wind» «Mountain Greenery»       | Embers and Ashes                                 |
| 1962 | «Do It Again» «Wild Is Love»                 | Loads of Love                                    |
| 1968 | «For Love Of Ivy» «Have You Tried To Forget» | For Love Of Ivy                                  |
| 1993 | «Hit The Road Jack» «Makin’ Whoopie»         | Light Out of Darkness (A Tribute to Ray Charles) |

### Промосинглы
| Год  | Название                                                   | Альбом           |
| ---- | ---------------------------------------------------------- | ---------------- |
| 1965 | «Travelin’ Light» «Some Of My Best Friends Are The Blues»  | Travelin’ Light  |
| 1968 | «If You Want Love» «The Spell You Spin»                    | без альбома      |
| 1991 | «Don’t Let The Sun Catch You Cryin’» «You Won’t Forget Me» | You Won’t Forget |
| 1992 | «Here’s To Life» «Return To Paradise»                      | Here’s To Life   |
| 1992 | «How Am I To Know ?» «If You Love Me»                      | Here’s To Life   |